# James Peter Davis
James Peter Davis (* 9. Juni 1904 in Houghton, Michigan, USA; † 4. März 1988) war ein US-amerikanischer Geistlicher und römisch-katholischer Erzbischof von Santa Fe.

## Leben
James Peter Davis empfing am 19. Mai 1929 das Sakrament der Priesterweihe.
Am 3. Juli 1943 ernannte ihn Papst Pius XII. zum Bischof von San Juan de Puerto Rico. Der Bischof von Tucson, Daniel James Gercke, spendete ihm am 6. Oktober desselben Jahres die Bischofsweihe; Mitkonsekratoren waren der Weihbischof in San Francisco, Thomas Arthur Connolly, und der Weihbischof in Los Angeles, Joseph Thomas McGucken. Papst Johannes XXIII. bestellte ihn am 30. April 1960 zum Erzbischof von San Juan de Puerto Rico.
Am 3. Januar 1964 ernannte ihn Papst Paul VI. zum Erzbischof von Santa Fe. James Peter Davis trat am 1. Juni 1974 als Erzbischof von Santa Fe zurück.  